# Edmundo de Macedo Soares e Silva
Edmundo de Macedo Soares e Silva (* 9. Juni 1901 in Rio de Janeiro; † 19. August 1989 ebenda) war ein brasilianischer Brigadegeneral und Politiker.

## Leben
Macedo Soares war Sohn eines Arztes. Er war 1946 Minister für Transport und öffentliche Arbeiten und von 1947 bis 1951 Gouverneur des Bundesstaates Rio de Janeiro. Während der Amtszeit von Costa e Silva gehörte er von 1967 bis 1969 als Minister für Industrie und Handel ein zweites Mal der Regierung an.

## Ehrungen
- 1958: Großes Verdienstkreuz mit Stern der Bundesrepublik Deutschland

## Schriften
- As instituições de industria e comercio do Brasil. Crown, Rio de Janeiro 1972.
- Um construtor do nosso tempo. Depoimento ao CPDOC. Lucia Hippolito e Ignez Cordeiro de Farias (organizadoras). Fundação CSN, Rio de Janeiro 1998. (Enthält autobiografische Selbstaussagen aufgrund einer Zeitzeugenbefragung von 1986/87).